# Hyphoderma typhicola
Hyphoderma typhicola är en svampart som först beskrevs av Edward Angus Burt, och fick sitt nu gällande namn av Donk 1962. Hyphoderma typhicola ingår i släktet Hyphoderma och familjen Meruliaceae.   Inga underarter finns listade i Catalogue of Life.